# Leila Hagondokoff
Leïla Hagondokoff ou Gali Hagondokoff, (Ladislas du Luart, Condessa Leila), nascida em 6 de fevereiro de 1898 em São Petersburgo, na Rússia, e falecida em 21 de fevereiro de 1985 em Neuilly-sur-Seine, na França, é uma personalidade que serviu na Legião Estrangeira Francesa e que recebeu as condecorações de Comendadora da Legião de Honra e Grande Oficial da Ordem Nacional do Mérito.

## Nome
Seu nome de nascimento em circassiano é Elmeskhan Hagundokue (em cabardiano:  Эльмесхъан Хьэгъундокъуэ), russificado como Elmeskhan Hagundokova (em russo:  Эльмесхан Хагундокова). Da forma russa deriva a forma francesa Hagondokoff (transcrição de acordo com os costumes da época). Ela carrega sucessivamente os primeiros nomes de Gali depois de sua naturalização, de Irène e finalmente de Leïla.

## Biografia

### Seu início como enfermeira
Descendente de uma família circassiana de príncipes da Circássia, seu pai, o General Hagondokoff, foi governador militar e comandante-em-chefe das forças imperiais no Extremo Oriente, ataman dos cossacos do rio Amur.
Em 1917, era enfermeira voluntária a bordo de trens militares russos, depois no hospital militar da Circássia aos 19 anos. Casa com o Capitão Nicolas Bagenoff da Guarda Imperial, gravemente ferido. A família mudou-se para a China, devido ao exílio do marido e à revolução russa. Ela se divorciou em 1922 e deixou a China com seu filho.
Indo para os Estados Unidos e depois para a França, ela se tornou modelo na Chanel e assumiu a casa de moda Paul Poiret. Em 1934, casou-se com o Conde Ladislas du Luart, um entusiasta de carros que a encorajou a tirar sua própria carta de motorista.

### Sua inovação médica em guerras
Durante a Guerra Civil Espanhola, Leila concebe, cria, financia, mas sobretudo anima e dirige uma unidade cirúrgica móvel para prestar assistência aos feridos. Este ramo é constituído por médicos e cirurgiões militares, assistidos por enfermeiros. Com cerca de quarenta viaturas equipadas que permitem uma grande rapidez de instalação, participa na Batalha de França de maio a junho de 1940, a campanha da Tunísia de 1943, a campanha da Itália com o Marechal Juin, depois com o Marechal de Lattre de Tassigny e o 1º Exército que seguiu até a Áustria. Suas instalações de tendas hospitalares são importantes centros cirúrgicos equipados que permitem a realização de transfusões de sangue, penicilina, cirurgia e apoio psicológico, ou seja, equipamentos de cuidado sem igual no mundo que participarão salvando milhares de vidas.
Participou da mesma forma nos conflitos da Segunda Guerra Mundial na linha de frente, mais próxima dos feridos. Interveio especialmente durante a epidemia de tifo na Argélia, assumindo os canteiros de obras da linha férrea Mediterrâneo-Níger.
Em novembro de 1943, perto de Rabat no Marrocos, a Condessa Ladislas du Luart aceita, a pedido do Tenente-Coronel Miquel, tornar-se madrinha do 1º Regimento Estrangeiro de Cavalaria (1er Régiment Étranger de Cavalerie, 1er REC). As suas ações militares valeram-lhe várias menções honrosas e o estatuto honorário do 1 REC, no qual foi nomeada legionário honorária de 1ª classe em 11 de novembro de 1943, brigadeiro honorária  (cabo de cavalaria) em 1º de janeiro de 1944, e brigadeiro-chefe honorária em 25 de dezembro de 1944. Na noite de Natal de 1943, ofereceu aos legionários do 1er REC, reunidos na clareira de Mamora, o primeiro presente de Natal.
Mais tarde, ela criou um centro de relaxamento militar no acampamento Chenoua para os legionários e soldados do 2º Corpo de Exército que permanecera em Argel. Desde o regresso à França do 1er REC em 1967, ela honrou com a sua presença todos os grandes momentos da vida do regimento: Natal, São Jorge, Camerone, transferências de comando etc. Comendadora da Legião de Honra, Grande Oficial da Ordem Nacional do Mérito, tem um total de seis citações, das quais três às ordens do exército.
Faleceu em 21 de janeiro de 1985 no Hospital Americano em Neuilly.

## Honras

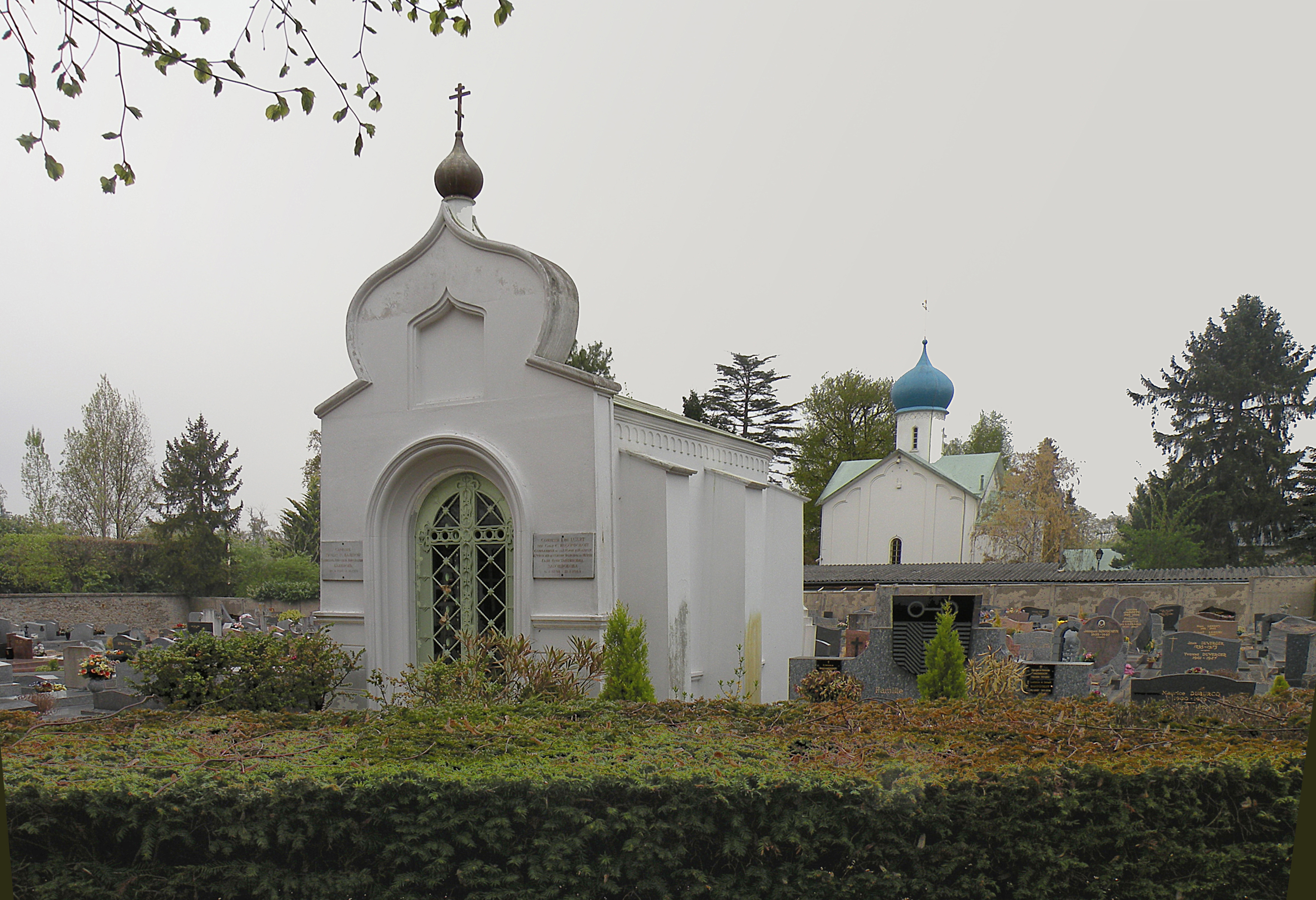
Capela do cemitério de Sainte-Geneviève-des-Bois onde repousa a Condessa de Luart.

Honras militares foram dadas aos seus restos mortais, o funeral ocorreu na igreja de Saint-Louis-des-Invalides, depois foi enterrada em uma capela no cemitério russo de Sainte-Geneviève-des-Bois. Uma estela em sua memória foi inaugurada em 21 de janeiro de 1989, no distrito de Labouche, em Orange onde ficava o 1er REC.
Em 4 de dezembro de 2001, o Coronel Yakovleff, comandante do 1º Regimento Estrangeiro de Cavalaria, inaugura no bairro de Labouche, a nova sala de recordações dos brigadeiros-chefes, dedicada à Condessa de Luart.